# Monterey Pop Festival
Monterey International Pop Music Festival byla třídenní koncertní událost, která se mezi 16. až 18. červnem 1967 konala v Monterey County Fairgrounds v Monterey v Kalifornii. Odhadem se této akce zúčastnilo od 25 do 90 tisíc návštěvníků. Místo konání, kde se koncertovalo, mělo schválenou kapacitu 7 tisíc lidí, ale jen na vystoupení, které se konalo v sobotu večer se jejich počet odhadoval na 8 500. Návštěvníci festivalu, kteří chtěli vidět hudební vystoupení, museli mít buď vstupenky na celou akci nebo zvlášť na každý z pěti plánovaných koncertů: Pátek v noci, v sobotu večer a v noci a v neděli večer a v noci. Vstupenky na tento festival by podle aktuální inflace a kurzu v roce 2017 stály mezi 20 a 45  eury.
Festival byl významný i tím, že se na něm poprvé ve Spojených státech představili skupiny The Jimi Hendrix Experience, The Who, hudebník Ravi Shankar, před velkým publikem poprvé účinkovala Janis Joplin a veřejnosti se představil i Otis Redding.
Tento festival byl ztělesněním témata Kalifornie jako ohniska hnutí kontrakultury generace 60. let 20. století a je považován za jeden ze startů "léta lásky" roku 1967. První rockový festival, Fantasy Fair and Magic Mountain Music festival se konal jen týden předtím v kalifornském národním parku Mount Tamalpais. Z koncertu v Monterey vznikl teatrální dokumentární film, který se spolu s výraznou propagací, návštěvností, jakož i historickou účastí hudebníků, stal inspirací pro budoucí hudební festivaly. Mezi ně patřil i Woodstock Festival, který se konal o dva roky později.

## Festival
Plány na festival vznikly sedm týdnů před jeho uspořádáním. Autory nápadu byli: John Phillips (z The Mamas & the Papas), producent Lou Adler, Alan Pariser a novinář Derek Taylor. Monterey a Big Sur byly v Kalifornii dlouhodobě známé lokality, kde se pořádaly akce jako Monterey Jazz Festival a Big Sur Folk Festival. Propagátoři Monterey Pop festivalu si dali za cíl dostat rock do povědomí milovníků umění podobně jako to bylo běžně u jazzové, či folkové hudby. Hudebníci vystoupili bez nároku na odměnu, kterou chtěli věnovat na charitativní cíle. Výjimkou byl pouze indický umělec Ravi Shankar, který dostal za své vystoupení 3 000 dolarů a skupina Country Joe and the Fish, která dostala jako účinkující v snímku honorář 5 000 dolarů od amerického dokumentaristy, D. A. Pennebakera. Původně měly být lákadlem festivalu zavedené hvězdy jako The Mamas and the Papas, Simon & Garfunkel nebo The Byrds, které uváděli některé nové tváře ze Spojeného království a Spojených států.

## Vystoupení
Kromě vyjmenovaných mezi nejhlavnější atrakce festivalu patřili Jefferson Airplane, kteří měli v té době dva známé singly. Z britské hudební scény byla skupina The Who, která se v USA představila na koncertech v New Yorku dva měsíce předtím. Ve frenetickém závěru skladby "My Generation" skupina ohromila publikum tím jako kytarista Pete Townshend vyluzoval psychedelické tóny kytary jejím mlácením o pódium, mezi zesilovači vybuchovaly dýmovnice. Dodnes můžeme na snímcích z tohoto koncertu obdivovat zoufalé techniky, jak se snaží zachraňovat drahé mikrofony. V chaotickém závěru bubeník Keith Moon rozkopal bicí soupravu a skupina opouští scénu.
V té době byl Jimi Hendrix populární spíše v Anglii a soupeřil s The Who, kteří na Monterey vystoupili dříve. O pořadí nakonec rozhodla mince. Mezi The Who a Hendrixem vystoupili ještě The Grateful Dead. Na svou dobu hrál Hendrix na tomto koncertě extrémně nahlas. Experimentoval se zpětnou vazbou, hojně využíval vibráto, produkoval zvuky, které tehdy ještě nikdo z publika, s výjimkou obyvatel Spojeného království, předtím neslyšel. Potom, co viděl skupinu The Who, připravil si u zesilovače láhev s tekutinou. Své vystoupení ukončil skladbou "Wild Thing" během níž poklekl ke kytaře, polil ji hořlavou tekutinou, zapálil a pak ji sedmi údery rozmlátil o pódium a její torzo hodil směrem k publiku. Excesy, které se udály, ale i hudební virtuozita tohoto kytaristy na pódiu v Monterey, přispěly k tomu že Hendrix si na sebe přitáhl pozornost médií.
Publiku se představili i Big Brother and the Holding Company se zpěvačkou Janis Joplin, kteří díky tomuto koncertu získali kontrakt s hudebním vydavatelem Columbia Records. Jako součást předchozí Britské invaze vystoupil Eric Burdon se svými "New Animals" a zahrál "Paint It Black", skladbu která dostala přívlastek anti-war, hard rock. Jeden z promotérů, Jerry Wexler, využil příležitost, aby publiku představil Otise Reddinga, který vystoupil s kapelou Booker T. & the M.G.'s. Bylo to poprvé, co Redding vystoupil na velkém pódiu před jiným než afroamerickým publikem. Zahrál píseň "Respect" a verzi hitu "(I Can't Get No) Satisfaction" (od The Rolling Stones). Tento festival byl jeho posledním velkým vystoupením. Zemřel jako 26letý při leteckém neštěstí o šest měsíců později. Na festivalu vystoupil v čtyřhodinovém programu indický hudebník Ravi Shankar. Celou akci uzavíral koncert The Mamas & the Papas. Účinkoval s nimi i Scott McKenzie, který zazpíval hitový singl, neoficiální hymnu kontrakultury 60. let a léta lásky, "San Francisco (Be Sure to Wear Flowers in Your Hair)", ale zazněly i jejich populární písně, dnes už kultovní skladby "Monday, Monday", či "California Dreamin'".

### Seznam účinkujících
Seznam účinkující podle dní a pořadí.
Pátek 16. června 1967
The Association, The Paupers, Lou Rawls, Beverly, Johnny Rivers, The Animals, Simon & Garfunkel
Sobota 17. června 1967
Canned Heat, Big Brother and the Holding Company, Country Joe and the Fish, Al Kooper, The Butterfield Blues Band, Quicksilver Messenger service, Steve Miller Band, The Electric Flag, Moby Grape, Hugh Masekela, The Byrds, Laura Nyro, Jefferson Airplane, Booker T. & the M.G.'s, The Mar-Keys, Otis Redding
Neděle 18. června 1967
Ravi Shankar, Blues Project, Big Brother and the Holding Company, The Group With No Name (Cyrus Faryar), Buffalo Springfield, The Who, Grateful Dead, The Jimi Hendrix Experience, Scott McKenzie, The Mamas & the Papas